# 西大崎駅
西大崎駅（にしおおさきえき）は、宮城県大崎市岩出山下野目字小泉にある、東日本旅客鉄道（JR東日本）陸羽東線の駅である。

## 歴史
- 1960年（昭和35年）5月1日：日本国有鉄道の上岩出山駅（かみいわでやまえき）として開業[4][5]。気動車の旅客のみを取り扱う駅員無配置駅[6]。
- 1987年（昭和62年）4月1日：国鉄分割民営化により、東日本旅客鉄道（JR東日本）の駅となる[4]。
- 1997年（平成9年）3月22日：西大崎駅に改称[1]。
- 2024年（令和6年）10月1日：えきねっとQチケのサービスを開始[2][7]。

## 駅構造
単式ホーム1面1線を有する地上駅である。駅舎は待合室兼用の木造モルタル製の小さな物である。
小牛田統括センター（古川駅）管理の無人駅である。

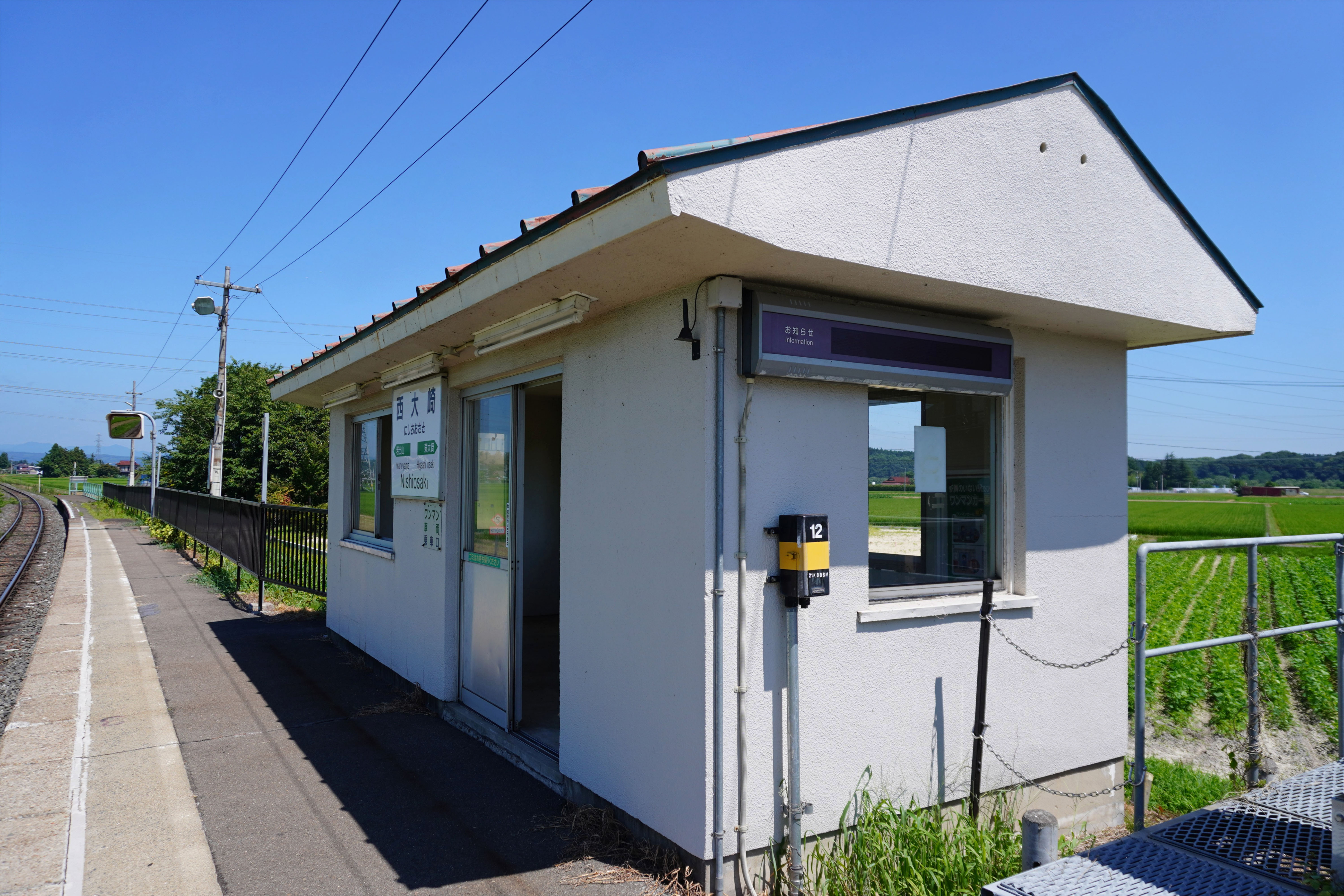
待合室外観（2023年7月）
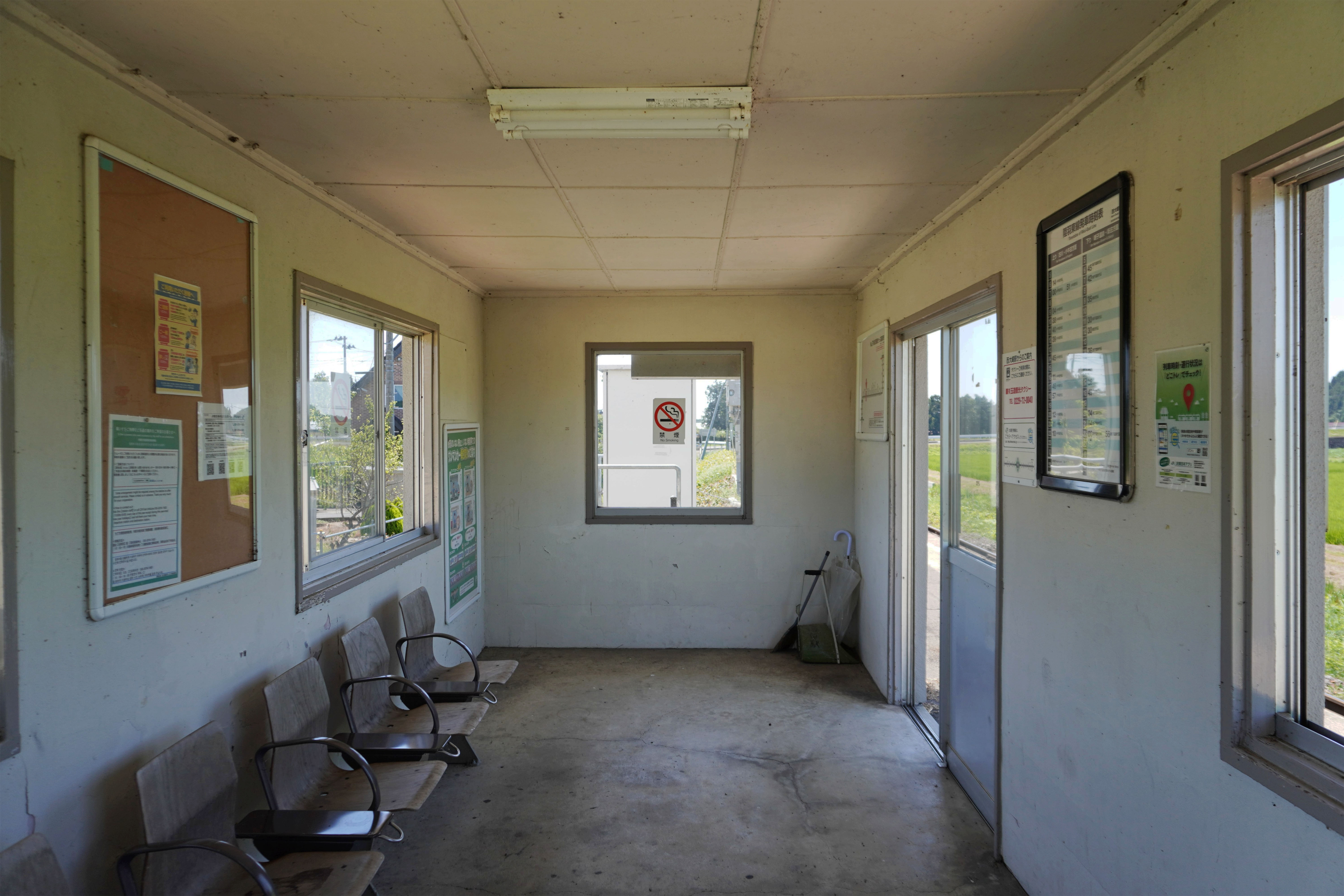
待合室内（2023年7月）

## 駅周辺
道路沿いに少し住宅がある。そのほかはほとんどが田んぼである。
- 国道47号

## 隣の駅
東日本旅客鉄道（JR東日本）
■陸羽東線
東大崎駅 - 西大崎駅 - 岩出山駅